# Oddone di Auxerre
Oddone di Auxerre (circa 1000 – Auxerre, 1052) è stato un monaco cristiano e abate francese.

## Biografia
Nato intorno all'anno 1000, sappiamo che si fece monaco giovanissimo presso l'abbazia di Saint-Germain d'Auxerre, e che lì venne istruito in divina lege da Ansello, allievo di Abbone di Fleury. Diventò abate nel 1032 e coprì questa carica fino al momento della sua morte nel 1052.
È noto soprattutto per la sua esortazione ad Ansello di mettere per iscritto la visione infernale di un altro monaco, che poi diverrà celebre come Visio Anselli. La lettera con cui l'abate ordina al confratello di redigere l'opera è stata recentemente scoperta da François Dolbeau, che l'ha trascritta e tradotta in francese nel suo articolo citato in bibliografia.